# Conseil national de transition (Libye)
Pour les articles homonymes, voir Conseil national de transition et CNT.
27 janvier 2011 – 8 août 2012
Entités précédentes :
- Grande Jamahiriya arabe libyenne populaire et socialiste

Entités suivantes :
- Libye (Congrès général national)

Le Conseil national de transition ou CNT est une autorité politique de transition créée lors de la révolte libyenne, le 27 février 2011, pour coordonner les différentes villes de Libye tombées aux mains des insurgés et conduire le combat contre le régime de la Jamahiriya arabe libyenne dirigé par Mouammar Kadhafi. Après la chute de ce régime, il conduit la transition devant mener à l'élection d'une assemblée et la rédaction d'une constitution. Son rôle s'achève le 8 août 2012, quand il transmet le pouvoir au Congrès général national libyen issu des urnes.

## Origine

### Contexte initial
Après le renversement par des mouvements populaires des dirigeants de la Tunisie et de l’Égypte, ses voisins immédiats à l'ouest et à l'est, la Libye connaît à son tour, à partir de février 2011, des révoltes contre le régime de la Jamahiriya,. Le 20 février, les troubles atteignent Tripoli et à la fin du mois la majeure partie de la Libye échappe à l'autorité de Mouammar Kadhafi, le dirigeant du pays depuis 1969, et se trouve sous le contrôle des forces d'opposition, comme notamment dans l'Est de la Libye, Benghazi, la seconde ville du pays et port important. Ces forces d'opposition commencent à s'organiser en un gouvernement actif.

### Première tentative de former un gouvernement
Le 24 février 2011, les principaux chefs de l'opposition, les anciens officiers militaires, les chefs tribaux, les universitaires et les hommes d'affaires tiennent une réunion dans la ville de El Beïda. Elle est présidée par l'ancien ministre de la Justice, Moustafa Abdel Jalil, qui a fait défection du gouvernement quelques jours auparavant. Les délégués insistent sur l'importance de l'unité nationale de la Libye et confirme que Tripoli est la capitale du pays. Ils examinent les propositions de l'administration d'intérim et beaucoup de délégués demandent une intervention des Nations unies en Libye. Le drapeau hissé lors de la réunion est celui datant de la monarchie libyenne,,.
Le 25 février, la chaîne Al Jazeera signale que des discussions ont lieu entre des « personnalités de l'Est et de l'Ouest de la Libye » pour former un gouvernement d'intérim pour l'après-Kadhafi. Le lendemain, le processus visant à former un organe d'intérim se poursuit à Benghazi,. M. Abdel Jalil déclare que « Kadhafi portait seul la responsabilité des crimes qui avaient été commis » en Libye, il insiste aussi sur l'unité de la Libye et sur le fait que Tripoli est la capitale. Les efforts pour former un gouvernement d'opposition sont notamment soutenus par l'ambassadeur libyen aux États-Unis, Ali Suleiman Aujali,. Le vice-ambassadeur libyen aux Nations unies, Ibrahim Omar Al Dabashi, déclare qu'il soutient « en principe » le nouveau gouvernement.

### Établissement
Selon l'intention de ces fondateurs, le Conseil national de transition créé le 27 février 2011 doit être « le visage politique de la révolution ». Sa mise en place est annoncée par son premier porte-parole, l'avocat spécialisé dans les droits de l'homme Abdel-Hafiz Ghoga lequel précise que le Conseil national n'est pas un gouvernement provisoire. Il ajoute que celui-ci ne contacte pas de gouvernements étrangers et ne leur demande pas d'intervenir. Il explique ensuite qu'une frappe aérienne mandatée par les Nations unies ne serait pas considérée comme une intervention étrangère.
Le 2 mars, Abdelhafez Ghoqa annonce que le Conseil fusionne avec le gouvernement provisoire de l'ex-ministre de la Justice Moustafa Abdel Jalil. Ce dernier devient le président du Conseil national de transition et Abdel-Hafiz Ghoga le vice-président. Il entre officiellement en fonction le 5 mars.
Un journaliste britannique d'Al Jazeera à Benghazi rapporte qu'aucun véritable gouvernement d'intérim ne sera formé avant que Tripoli ne soit sous le contrôle de l'opposition.

### Formation d'un Comité exécutif
Le 23 mars, le Conseil établi un Comité exécutif pour agir en tant que gouvernement de transition pour la Libye. Mahmoud Jibril fut nommé président de ce Comité en indiquant que le CNT serait dès lors le « corps législatif », et le nouveau Comité exécutif servirait « d'organe exécutif »,.

## Buts et objectifs
La déclaration de fondation de Conseil national de transition établit que les principaux objectifs du Conseil sont les suivants :
- assurer la sécurité du territoire national et des citoyens.
- coordonner les efforts nationaux pour libérer le reste de la Libye.
- soutenir les efforts des Conseils locaux pour travailler sur la restauration d'une vie civile normale.
- superviser le Conseil militaire pour assurer la réalisation de la nouvelle doctrine de la nouvelle Armée populaire libyenne dans la défense du peuple et pour protéger les frontières de la Libye.
- faciliter l'élection d'une assemblée constituante pour rédiger une nouvelle constitution pour le pays ; et la soumettre à un référendum.
- former un gouvernement de transition pour préparer la tenue d'élections libres.
- guider la conduite de la politique étrangère, et la régulation des relations avec les autres pays et les organisations régionales et internationales et la représentation du peuple libyen.

Dans d'autres déclarations visant à clarifier les buts de la Libye post-Kadhafi, le Conseil s'est engagé à suivre un plan en huit points pour tenir des élections libres et justes, rédiger une constitution, former des institutions civiles et politiques, défendre le pluralisme intellectuel et politique, et garantir les droits inaliénables des citoyens et la liberté de libre expression de leurs aspirations. Le Conseil a aussi souligné son rejet du racisme, de l'intolérance, de la discrimination, et du terrorisme,.
De plus, l'article premier de la déclaration déclare que Tripoli est la capitale de l’État, et que l'Arabe est la langue officielle de l’État tout en garantissant les droits culturels et linguistiques des minorités ethniques ainsi que la liberté de culte des minorités religieuses.

## Structure et composition

### Conseil national de transition (organe législatif)
Le Conseil national de transition est un organe de 31 membres qui déclare être « le seul organe légitime représentant le peuple libyen et l'État libyen ». Composé au départ de 33 membres, le nombre atteint par la suite au moins 45 avec des propositions visant à porter ses membres à 75 ou 125.
Al Jazeera rapporte que chaque ville sous contrôle de l'opposition se voit accorder cinq sièges au Conseil et que des contacts seraient établis avec chaque nouvelle ville qui tomberait sous leur contrôle pour leur permettre de rejoindre le Conseil.
Un journaliste d'Al Jazeera anglophone à Benghazi déclara que Moustafa Abdel Jalil avait toujours un rôle de direction au sein du Conseil. Le Conseil déclara que Jalil était le chef de l'organe législatif. Le Conseil s'est réuni pour la première fois le 5 mars 2011 et il a été annoncé qu'il était composé de 33 membres. L'identité de certains membres n'a pas été révélée lors de la première réunion.

#### Membres
Le Conseil a 45 membres dont 40 noms ont été donnés et les identités de plusieurs sont gardés secrètes pour des raisons de sécurité,.

### Comité exécutif
La première réunion du Conseil se tient dans un lieu secret. Il se proclame « seul représentant » du pays. Le même jour, il élit en son sein un « comité de crise » afin d'accélérer les prises de décisions.

#### Composition de mars à août 2011
Les premiers membres du Comité exécutif ont été, jusqu'en août 2011 :

#### Composition depuis octobre 2011
Un nouveau cabinet a été dévoilé au début du mois d'octobre 2011, bien que tous ses membres ne fussent pas annoncés d'un coup. Parmi les membres confirmés du nouveau comité se trouvent :

#### Composition depuis novembre 2011
| Nom                          | Portefeuille                                                         |
| ---------------------------- | -------------------------------------------------------------------- |
| Abdel Rahim Al-Kib           | Premier ministre                                                     |
| Mustafa A. G. Abushagur      | Vice-Premier ministre                                                |
| Hamza Abu Faris              | Ministre des Affaires religieuses                                    |
| Ali Ashour                   | Ministre de la Justice                                               |
| Anwar Fituri                 | Ministre des Communications et de la Technologie de l'information    |
| Mustafa Rugibani             | Ministre du Travail                                                  |
| Fatima Hamroush              | Ministre de la Santé                                                 |
| Fawzi Abdel A'al             | Ministre de l'Intérieur                                              |
| Awad Beroin                  | Ministre de l'Énergie                                                |
| Taher Sharkasi               | Ministre du Commerce                                                 |
| Sulaiman Sayeh               | Ministre de l'Éducation                                              |
| Ashour Bin Khayal            | Ministre des Affaires étrangères                                     |
| Col. Osama al-Juwali         | Ministre de la Défense                                               |
| Isa Tuwaijri                 | Ministre du Plan                                                     |
| Mabrouka Jibril              | Ministre des Affaires sociales                                       |
| Abdulrahman Ben Yezza        | Ministre du Pétrole                                                  |
| Hasan Zaglam                 | Ministre des Finances                                                |
| Abdul-Hamid Sulaiman BuFruja | Ministre de l'Agriculture                                            |
| Mahmoud Fetais               | Ministre de l'Industrie                                              |
| Dr Naeem Gheriany            | Ministre de la Recherche scientifique et de l'Enseignement supérieur |
| Ahmed Attiga                 | Ministre de l'Investissement                                         |
| Abdul Rahman Habil           | Ministre de la Culture et de la Société civile                       |
| Awad al-Baraasi              | Ministre de l'Électricité                                            |
| Ashraf bin Ismail            | Ministre des Martyrs                                                 |
| Mohammad Hadi Hashemi Harari | Ministre du Gouvernement local                                       |
| Ibrahim Alsagoatri           | Ministre de l'Habitat                                                |
| Yousef Wahashi               | Ministre des Transports                                              |
| Fathi Terbil                 | Ministre de la Jeunesse                                              |
| Ibrahim Eskutri              | Ministre de la Construction                                          |

## Marche vers la reconnaissance

### Prise de contact international
Au mois de mars 2011, la communauté internationale en sait peu sur le CNT libyen et cherche à établir des premiers contacts.
Bernard-Henri Lévy, qui est présent en Libye au début de la révolte favorise les échanges avec la France. Ces premières prises de contact amèneront à la visite des représentants du CNT au parlement européen et à l'Élysée les 8 et 9 mars 2011.
Pour sa part, le Royaume-Uni envoie secrètement un commando ainsi qu'un diplomate chargé d'entrer en contact avec les insurgés début mars 2011.
Cette opération tourne court, l'opposition libyenne n'étant pas au courant de cette intervention, cette unité est arrêtée par les rebelles dès leur descente d'hélicoptère. En effet, l'intervention des SAS au côté du diplomate britannique aurait déplu à des responsables de l'opposition libyenne, qui ont ordonné leur placement en détention sur une base militaire avant de les renvoyer au Royaume-Uni.
Ibrahim Al-Dabashi, le vice-ambassadeur libyen auprès des Nations unies a déclaré qu'il représentait le Conseil national de transition. Avant que le Conseil ne soit établi, il avait déclaré, à l'instar de la mission diplomatique libyenne près les Nations unies, qu'il ne représentait plus Kadhafi mais le peuple libyen.

### Reconnaissance internationale
- Libye
- Pays qui ont reconnu le CNT comme l'unique représentant légitime du peuple libyen au 12 septembre 2011.
- Pays qui ont des relations permanentes informelles avec Benghazi mais qui n'ont pas officiellement reconnu le 
CNT au 12 septembre 2011.

Libye
Pays qui ont reconnu le CNT comme l'unique représentant légitime du peuple libyen au 12 septembre 2011.
Pays qui ont des relations permanentes informelles avec Benghazi mais qui n'ont pas officiellement reconnu le
CNT au 12 septembre 2011.
Pays qui n'ont pas souhaité reconnaître dans l'immédiat le CNT.
Autres pays s'étant opposés à la reconnaissance du CNT à l'ONU.

Le 10 mars 2011, la France, présidée par Nicolas Sarkozy, surprend ses partenaires européens en étant le premier pays à recevoir des représentants du CNT et à déclarer ce dernier comme « représentant légitime du peuple libyen ». Toutefois, il ne s'agit pas à proprement parler de reconnaissance. En effet, il n'existe que deux types de reconnaissance : la reconnaissance d’État (théorie défendue par la France) et la reconnaissance de gouvernement (position américaine). Or, à cette date, la déclaration effectuée par Nicolas Sarkozy n'est pas un acte de reconnaissance en ce que la révolte, basé à Benghazi, n'est pas un gouvernement mais un « pouvoir » qui est apparu et qui s'oppose au gouvernement en place. La reconnaissance officielle du CNT par la France a lieu le 7 juin 2011 lorsque Alain Juppé déclare que le CNT est le seul titulaire des pouvoirs gouvernementaux dans les rapports avec la France. Les autres chefs d'État et de gouvernement de l'Union européenne ne suivent pas la déclaration du 10 mars, estimant que celle-ci anticipe trop sur l'avenir. Pour sa part le CNT a remercié la France pour avoir été le premier pays à les reconnaître la légitimité de leurs actions.
Le Qatar se démarque comme le premier pays arabe à reconnaître le CNT, le 28 mars 2011. Par ailleurs, la chaîne qatarie Al Jazeera, très suivie dans le monde arabe, montre le Conseil national de transition sous un jour bienveillant.
Le 22 mai 2011, la Haute représentante de l'UE pour les Affaires étrangères, Catherine Ashton, effectue un déplacement à Benghazi. Elle inaugure le bureau de liaison technique de l'Union européenne sur place et confirme le soutien européen au « peuple libyen ». Un soutien à différents projets : « la gestion des frontières et la réforme de sécurité, le soutien à l’économie, la santé et l’éducation, le soutien à la société civile ».
Petit à petit et timidement, au cours des mois de guerre, les autres pays emboîtent le pas à la France. Mi-août, le Conseil national de transition peut compter une trentaine de pays ayant effectué la reconnaissance diplomatique, dont environ la moitié sont membres de l'Union Européenne.
Il faut attendre la prise de Tripoli pour qu'une phase de reconnaissance massive se mette en route, avec une autre trentaine de pays en moins de trois jours. L'Union africaine a finalement reconnu le CNT le 20 septembre 2011, après avoir longtemps refusé de le faire, bien qu'une vingtaine de ses membres l'aient fait à titre individuel.
Le 16 septembre 2011, l'assemblée générale des Nations unies admet que les représentants du CNT occupent le fauteuil de la Libye, par 114 voix pour, 17 contre et 15 abstentions. Une motion d'ajournement de cette décision, déposée par l'Angola avant ce vote, afin de permettre aux chefs d’État et de gouvernement de l’Union africaine d'en débattre avant l'assemblée générale des Nations unies, avait auparavant été rejetée par 107 voix contre, 22 pour et 11 abstentions. Le Venezuela, Cuba, la Bolivie et le Nicaragua annoncent à cette occasion qu'ils ne reconnaîtront pas la légitimité du CNT « tant que le peuple libyen n’aurait pas la possibilité d’exercer son droit à l’autodétermination et d’élire son propre Gouvernement ».

## Gestion de l'après-Kadhafi
Après la seconde bataille de Tripoli, alors même que l'ensemble du pays n'est pas encore sous son contrôle, les premières mesures du CNT sont notamment d'obtenir le déblocage des fonds internationaux nécessaires tant à la gestion des affaires courantes (les fonctionnaires n'ayant pas reçu de salaires depuis le début de la crise) qu'à la reconstruction du pays et gelés à l'occasion des sanctions internationales contre la Libye. À la suite de la conférence de Paris réunissant les « amis » de la Libye le 1er septembre 2011, 15 milliards de dollars sont débloqués au bénéfice du CNT. Le transfert du pouvoir de Benghazi à Tripoli, constituant une autre priorité du CNT, mais reporté pour des raisons de sécurité, devrait intervenir au début du mois de septembre.
Le 10 octobre 2011, il reconnaît le Conseil national syrien le désignant « comme seul gouvernement légitime en Syrie » tout en décidant « de fermer l'ambassade syrienne en Libye ».
Le 23 octobre 2011 à Benghazi, le président du CNT Moustapha Abdeljalil proclame la « libération » de la Libye, mettant officiellement fin à la guerre civile qui durait depuis huit mois. Le lendemain, Abdeljalil annonce que la charia sera à la base de la législation libyenne, ce qui provoque l'inquiétude de l'Union européenne et des États-Unis vis-à-vis du respect des droits de l'homme en Libye,.
L'action du CNT ou des milices a souvent été critiquée par des journalistes et des militants des droits de l'homme, notamment des actes de racisme à l'encontre de la population noire de Libye,,.
À l'opposé, des témoins libyens décrivent une situation en train de se normaliser, le remplacement des milices par la police et la vie quotidienne qui reprend son cours.

## Passation de pouvoir
Le 7 juillet 2012, la première élection démocratique en Libye permet de désigner les 200 membres du Congrès général national (CGN) chargé de remplacer le Conseil national de transition. Seuls 80 membres sont issus des partis politiques naissants, les 120 autres sont des candidats indépendants, ce qui rend difficile de déterminer la couleur politique de la nouvelle assemblée. Son fonctionnement est aussi mal défini, la nouvelle constitution restant encore à écrire au moment où il prend ses fonctions.
Le 8 août 2012, le président du CNT, Moustapha Abdeljalil, remet le pouvoir au doyen du CGN dans la salle de conférence d'un hôtel de Tripoli. C'est dans cette salle, transformée en lieu des débats parlementaires, que commencent les premiers travaux du CGN quelques jours plus tard,.